# Isaac Newton (botánico)
Isaac Newton (1840 - 1906) fue un botánico, y briólogo inglés. Trabajó extensamente en el Jardín botánico de Oporto, Portugal, como curador.
- La abreviatura «Newton» se emplea para indicar a Isaac Newton como autoridad en la descripción y clasificación científica de los vegetales.[1]